# Ipomoea kunthiana
Ipomoea kunthiana är en vindeväxtart som beskrevs av Carl Daniel Friedrich Meisner. Ipomoea kunthiana ingår i släktet praktvindor, och familjen vindeväxter. Inga underarter finns listade i Catalogue of Life.